# Universitatea de Tehnologie și Economie din Budapesta

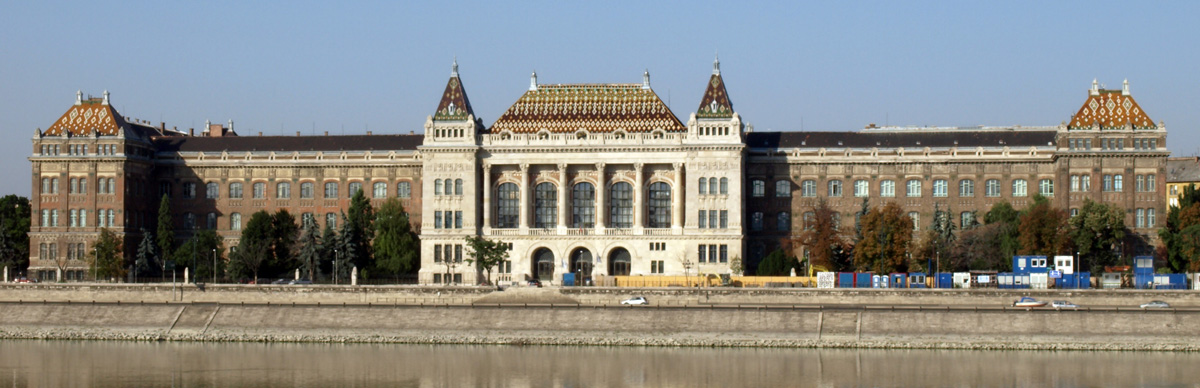
Clădirea Universităţii de Tehnologie și Economie din Budapesta

Universitatea de Tehnologie și Economie din Budapesta (în maghiară Budapesti Műszaki és Gazdaságtudományi Egyetem sau prescurtat Műegyetem), abreviată în limba maghiară BME, este cea mai importantă universitate tehnică din Ungaria și una dintre cele mai vechi din lume, fiind fondată în 1782.

## Istoric
BME este considerat cel mai vechi institut de tehnologie din lume, care are rang și structură universitare. El a fost primul institut din Europa pentru pregătirea inginerilor la nivel universitar. Predecesorul legal al universității a fost fondat în 1782 de către împăratul Iosif al II-lea și a fost numit în latină Institutum Geometrico-Hydrotechnicum ("Institutul de Geometrie și Hidrotehnică") .
"Berg-Schola", primul institut de tehnologie din lume, a fost fondat în Selmecbánya, Regatul Ungariei (azi Banská Štiavnica, Slovacia), în 1735. Mulți membri ai personalului didactic de la BME au venit de la Selmecbánya.
În 1860, limba maghiară a înlocuit latina ca limbă de predare.
Ea a fost reorganizată în 1871 ca Universitatea Tehnică Regală Iosif și a fost ridicată la un rang de egalitate cu alte universități din țară. În 1910 și-a mutat sediul în locul unde se află și astăzi, în apropierea Pieței Gellert (de lângă Hotelul Gellért construit în stilul Art Nouveau). În 1934 a fost reorganizată din nou ca Universitatea de Tehnologie și Economie Iosif și a jucat un rol dominant în procesul de industrializare din perioada interbelică, prin pregătirea inginerilor și economiștilor din Ungaria.
Universitatea a fost restructurată din nou, după cel de-al Doilea Război Mondial. Revoluția ungară din 1956 a fost parțial începută de studenții de la această universitate, urmați de mulți profesori. În 1967, cele două universități tehnice aflate în Budapesta au fuzionat pentru a forma Universitatea Tehnică din Budapesta, cu șase facultăți. În 2000 - la doi ani după înființarea Facultății de Științe Economice și Sociale - denumirea oficială a fost schimbată în cea de Universitatea de Tehnologie și Economie din Budapesta.

### Studenți celebri

#### Laureați ai Premiului Nobel
- Dennis Gabor, inventatorul holografiei (Premiul Nobel pentru fizică în 1971)
- George Olah, Premiul Nobel pentru chimie în 1994
- Eugene Wigner, Premiul Nobel pentru fizică în 1963
- Philipp Lenard, Premiul Nobel pentru fizică în 1905

#### Alții
- Alfréd Hajós - campion olimpic la înot
- Alajos Hauszmann
- Donát Bánki - coinventatorul carburatorului modern
- Karl Ereky (Károly Ereky, născut Károly Wittmann)
- Csaba Horváth
- Kálmán Kandó
- Tódor Kármán (Theodore von Kármán)
- Károly Kós
- Dénes Mihály
- Ernő Rubik
- Imre Steindl - arhitectul Parlamentului Ungar
- Leó Szilárd ("tatăl" bombei atomice, unul dintre cei doi inventatori ai reactorului nuclear)
- Ede Teller ("tatăl" bombei cu hidrogen)
- Pál Erdős
- Donát Bánki
- Árpád Gerecs
- Imre Makovecz
- Lajos Kollár
- András Ekler
- Kálmán Tihanyi
- Károly Simonyi - fizician, tatăl lui Charles Simonyi
- Josef Petzval - fizician